# Juan Alberto Badía
Juan Alberto Ramón  Badía (Ramos Mejía, Buenos Aires, 29 de noviembre de 1946-Pilar, Buenos Aires, Argentina, 29 de junio de 2012) fue un conductor de televisión y locutor argentino ganador del premio Martín Fierro.

## Biografía
Juan Alberto Badía fue un creador de ciclos musicales y promotor de la beatlemanía en la Argentina. Desde su niñez en Ramos Mejía, localidad del Gran Buenos Aires muy cercana a la ciudad de Buenos Aires. La radio fue su juego predilecto. Mientras otros chicos de su edad se inclinaban por la plaza, los autitos y otros juegos, él adaptaba diferentes elementos caseros y los transformaba en micrófonos, y junto a su hermano montaban una suerte de estudio de radio en casa, y allí imitaban voces, personajes, y lo alternaban con temas musicales. Su padre Juan Ramón Badía fue maestro y profesor de locutores. No obstante ello, no era muy proclive a que su hijo se inclinara por la misma actividad, pero Juan Alberto quiso lo contrario.
En 1970 Juan Alberto se recibió de locutor en el Instituto Superior de Enseñanza Radiofónica (ISER) y comenzó a trabajar en Radio Antártida (haciendo una suplencia). Posteriormente pasó a otras emisoras como Rivadavia, El Mundo y Del Plata.
En la primera mitad de los años 1970 se destacó en los ciclos radiales Música verdad e Imaginate, ambos conducidos junto con Graciela Mancuso. Desde Imaginate Flecha Juventud por Radio del Plata en 1975 hasta el más reciente Mi noche favorita que condujo por 360 TV en 2011, Badía realizó numerosos programas tanto en radio como en televisión.
En la pantalla chica fue responsable de diversos ciclos en vivo cuyo fuerte eran el periodismo, el entretenimiento y los recitales. Su debut fue en 1976 con Imagínate TV, también en compañía de Mancuso (Canal 7). Los más reconocidos fueron los de la década de 1980: Badía y compañía, programa ómnibus sabatino (Canal 9, 1983; Canal 13, 1984-1988); Imagen de radio, de lunes a viernes primero de mañana y luego a medianoche (Canal 13, 1987-1989; ATC, 1990). A esto siguieron: Una buena idea (Telefe, 1992-1993); Imagen de radio (nueva etapa, Siempre Mujer, 1995-1996; Utilísima Satelital, 1997); Badía y Compañía (nueva etapa, Canal 13, 1996-1997); Corazón, corazón (Canal 9, 1998); Estudio País (Canal 7, 2000-2001); Badía en concierto (Canal 7, 2004-2006); Estudio País 24 (Canal 7, 2006-2010) y Séptima noche (2008).
También condujo el programa de concursos 12+1 (Canal 13, 1989; ATC, 1990) y los "debates" en las primeras ediciones del reality show Gran Hermano (Telefe, 2001-2002).
Asimismo trabajó ocasionalmente de actor, participando en 1995 en un capítulo de Poliladron, en 1996 en un sketch del programa Tres tristes tigres del trece de Jorge Guinzburg, parodiando al último recital de los Beatles, en 2002 en segmento de Todo por dos pesos parodiando a Los Beatles y cantando Ticket to ride, en un episodio de Los simuladores -"El último héroe", haciendo de sí mismo-, y en Poné a Francella, presentando al grupo Safari en el sketch de Enrique el Antiguo, y en 2008 de un cortometraje independiente llamado Jorge Montejo: El hombre detrás de Paolo.
En 2011 reconoció que padecía un cáncer de mediastino. Su última aparición pública fue el 27 de mayo de 2012 en la entrega de los Premios Martín Fierro, en la cual fue homenajeado con la distinción honorífica, brindando un discurso que duró varios minutos. El 25 de junio de 2012 fue internado en el Hospital Austral de Pilar debido a un episodio de neumonía. Tras entrar en un coma farmacológico, sufrió un paro cardiorrespiratorio tres días más tarde. Fue declarado muerto a las 12:10 AM del 29 de junio. A su velatorio asistieron muchas personalidades del ámbito musical y artístico argentino, varias de las cuales, en sus inicios, habían sido promovidas por Badía. Fue cremado y sepultado en un cementerio privado.

## Vida personal
Juan Alberto Badía era admirador del grupo de música rock británico The Beatles, a tal punto que logró conocer personalmente a Paul McCartney y George Harrison, no pudiendo cumplir el deseo de conocer a John Lennon. Se asegura que tenía muchos objetos relacionados con la carrera del famoso grupo, los cuales había adquirido a muy alto valor. Sin embargo, aseguraba que en sus últimos años había dejado de comprar nuevos objetos, en razón de que a veces dudaba sobre la legitimidad de los mismos.
Otra de las pasiones de Badía era el fútbol, principalmente por el club del que era hincha, River Plate, y por su gran ídolo y amigo Norberto Alonso. También fue íntimo amigo e impulsor de la carrera profesional en televisión del reconocido presentador y productor de televisión argentino Marcelo Tinelli, de quién además fue su padrino televisivo.

## Filmografía
- La noche viene movida (1980)
- Las barras bravas (1985) dirigido por Enrique Carreras.
- Los simuladores (2002)

## Premios obtenidos
- Konex 1991: Conductor.
- Martín Fierro (2) - Programa Una buena idea (1992-1993) Premios a: Mejor programa y Mejor animación.
- Martín Fierro (2) - Programa Imagen de radio (1995) Premios a: Mejor programa y Mejor animación.
- Konex 1995: Jurado Música Popular.
- Martín Fierro (1) Programa Badía y compañía (1996-1997) Premio a: Mejor animación.
- Konex 2001: Conductor.
- Martín Fierro (1) Programa Badía en concierto 2007, TV Pública.
- Martín Fierro: Trayectoria, 2012.
- Premios Alberto Olmedo: Trayectoria, 2011.

### Libros publicados
- El día que John Lennon vino a la Argentina, novela (Editorial Sudamericana, 1990).